# Torres 2023-2024
Questa voce raccoglie le informazioni riguardanti la Torres nelle competizioni ufficiali della stagione 2023-2024.

## Divise e sponsor
Per il terzo anno consecutivo le divise sono state autoprodotte dalla società sassarese con il private label dell'azienda Abinsula, proprietaria del club, FootureLab, mentre la novità è nel materiale di rappresentanza e di allenamento che è a marchio Adidas e acquistato tramite fornitore terzo.
La maglia casalinga è una leggera evoluzione del modello della stagione precedente: Viene confermata la maglia a "a mezzi" con maniche del medesimo colore della parte adiacente del torso, il girocollo rimane bianco mentre i bordi della manica sono rossi e blu, di colore alternato a quello della tonalità principale della stessa. La principale novità risiede nei pantaloncini bicolore rossoblu, spezzati nel mezzo in continuazione con la trama della maglia. I calzettoni sono interamente blu, gli unici della collezione con il logo societario raffigurato.
La maglia da trasferta anch'essa è un'evoluzione del modello precedente, anch'essa bianca ma questa volta la banda rossoblu è verticale e posizionata sulla destra. Le maniche sono rossoblu a simmetria alternata, che prosegue la colorazione delle spalle, rossa a sinistra, blu a destra . I pantaloncini sono bianchi con una banda laterale rossoblu e i calzettoni interamente bianchi.
La terza maglia è color grigio antracite con pattern geometrici neri e con risvolti dorati sia nelle maniche, sia nel girocollo e nel bordo inferiore dei pantaloncini. I calzettoni sono neri.
| Casa | Trasferta |  | Terza |  |

## Organigramma societario
Organigramma aggiornato al 1º settembre 2023.
Proprietà
- Presidente: Stefano Udassi
- Dirigenti: Alessandro Gadau, Fabio Masia, Antonio Planetta, Paolo Scardaccio, Vindice Silvetti, Marco Stocchino

Staff tecnico
- Allenatore: Alfonso Greco
- Vice allenatore: Fabio Tocci
- Collaboratore tecnico: Alessandro Frau, Tore Pinna
- Match analyst: Piervincenzo Mureddu
- Preparatore atletico: Gabriele Proietti
- Preparatore dei portieri: Francesco Senatore
- Team manager: Lello Mela
- Direttore sportivo: Andrea Colombino

Staff medico
- Dottori: Laura Cannas, Pinuccio Carzedda, Giorgio Chiarelli, Ugo D'Alessandro, Mario Dettori, Giuseppe Fais, Andrea Manconi, Antonello Pinna, Stefano Piras, Davide Polisino, Vittorio Urigo

Staff comunicazione
- Ufficio stampa: Giovanni Dessole, Francesco Salis
- Social media: Laura Piras
- Fotografo: Alessandro Sanna

## Rosa
Rosa e numerazione aggiornati al 1º settembre 2023.
| N. |                           | Ruolo | Calciatore              |
| -- | ------------------------- | ----- | ----------------------- |
| 1  | Italia (bandiera)         | P     | Pierpaolo Garau         |
| 3  | Italia (bandiera)         | D     | Riccardo Pinna          |
| 5  | Italia (bandiera)         | D     | Paolo Dametto           |
| 6  | Gambia (bandiera)         | C     | Kalifa Kujabi           |
| 7  | Italia (bandiera)         | D     | Matteo Liviero          |
| 8  | Italia (bandiera)         | C     | Alessandro Masala       |
| 9  | Italia (bandiera)         | A     | Luigi Scotto (capitano) |
| 10 | Italia (bandiera)         | A     | Francesco Ruocco        |
| 11 | Costa d'Avorio (bandiera) | A     | Adama Diakite           |
| 12 | Italia (bandiera)         | P     | Andrea Zaccagno         |
| 14 | Italia (bandiera)         | D     | Riccardo Idda           |
| 17 | Argentina (bandiera)      | C     | Patricio Goglino        |
| 19 | Italia (bandiera)         | D     | Giacomo Siniega         |
| 20 | Italia (bandiera)         | A     | Manuel Fischnaller      |

| N. |                    | Ruolo | Calciatore           |
| -- | ------------------ | ----- | -------------------- |
| 21 | Italia (bandiera)  | C     | Giuseppe Mastinu     |
| 22 | Italia (bandiera)  | P     | Danilo Petriccione   |
| 23 | Italia (bandiera)  | D     | Nicolò Antonelli     |
| 24 | Italia (bandiera)  | C     | Daniele Giorico      |
| 25 | Italia (bandiera)  | C     | Francesco Nunziatini |
| 27 | Italia (bandiera)  | C     | Filippo Lora         |
| 28 | Italia (bandiera)  | D     | Nicola Mandrelli     |
| 29 | Marocco (bandiera) | A     | Mohamed Ayman Sanat  |
| 30 | Italia (bandiera)  | D     | Cristian Fabriani    |
| 32 | Italia (bandiera)  | A     | Simone Menabó        |
| 33 | Russia (bandiera)  | D     | Andrea Pelamatti     |
| 44 | Italia (bandiera)  | C     | Stefano Cester       |
| 77 | Italia (bandiera)  | C     | Giacomo Zecca        |
| 96 | Italia (bandiera)  | D     | Giuseppe Verduci     |

## Calciomercato

### Sessione estiva(dall'1/7 all'1/9)
| Acquisti         | Acquisti             | Acquisti           | Acquisti      |
| R.               | Nome                 | da                 | Modalità      |
| ---------------- | -------------------- | ------------------ | ------------- |
| P                | Danilo Petriccione   | Vastogirardi       | definitivo    |
| P                | Andrea Zaccagno      | Rimini             | definitivo    |
| D                | Riccardo Idda        | Virtus Francavilla | definitivo    |
| D                | Nicola Mandrelli     | Sassuolo           | prestito      |
| D                | Andrea Pelamatti     | Inter              | definitivo    |
| D                | Giacomo Siniega      | Empoli             | prestito      |
| D                | Giuseppe Verduci     | Siena              | definitivo    |
| C                | Stefano Cester       | L.R. Vicenza       | prestito      |
| C                | Daniele Giorico      | Pordenone          | definitivo    |
| C                | Patricio Goglino     | Desenzano          | definitivo    |
| C                | Kalifa Kujabi        | Frosinone          | prestito      |
| C                | Giuseppe Mastinu     | Pisa               | definitivo    |
| C                | Francesco Nunziatini | Inter              | prestito      |
| A                | Manuel Fischnaller   | Fermana            | definitivo    |
| A                | Simone Menabò        | Bra                | definitivo    |
| A                | Giacomo Zecca        | Cesena             | definitivo    |
| Altre operazioni |                      |                    |               |
| R.               | Nome                 | da                 | Modalità      |
| A                | Davide Luppi         | Piacenza           | fine prestito |

| Cessioni         | Cessioni            | Cessioni         | Cessioni      |
| R.               | Nome                | a                | Modalità      |
| ---------------- | ------------------- | ---------------- | ------------- |
| P                | Werther Carboni     | Latte Dolce      | definitivo    |
| P                | Alessio Salvato     |                  | svincolato    |
| D                | Marco Carminati     | Sangiuliano City | definitivo    |
| D                | Lorenzo Ferrante    | Giana Erminio    | definitivo    |
| D                | Alessio Girgi       |                  | svincolato    |
| D                | Jonas Heinz         | Südtirol         | fine prestito |
| D                | Franck Teyou        | Cosenza          | fine prestito |
| C                | Stefano Bonavolontà | Sorrento         | definitivo    |
| C                | Federico Gianola    |                  | svincolato    |
| C                | Mattia Lombardo     |                  | svincolato    |
| C                | Edoardo Saporiti    | Modena           | fine prestito |
| C                | Massimo Tesio       | Albenga          | definitivo    |
| A                | Jonathan Campagna   | SPAL             | fine prestito |
| A                | Bob Murphy Omoregbe | Milan            | fine prestito |
| A                | Stefano Scappini    | Novara           | definitivo    |
| Altre operazioni |                     |                  |               |
| R.               | Nome                | a                | Modalità      |
| A                | Davide Luppi        |                  | svincolato    |

## Risultati

### Serie C

#### Girone di andata
| Arbitro: | Gasperotti (Rovereto) |

|                      |           |                       |
| Antonelli 48’ (aut.) | Marcatori | 29’ Ruocco 50’ Scotto |

| Arbitro: | Ubaldi (Roma 1) |

|                         |           |           |
| Diakite 37’ (rig.), 76’ | Marcatori | 19’ Gigli |

| Arbitro: | Nicoli (Brescia) |

|  |           |                                      |
|  | Marcatori | 45+1’, 69’ (rig.) Scotto 81’ Liviero |

| Arbitro: | Diop (Treviglio) |

|                              |           |  |
| Ruocco 59’ Scotto 74’ (rig.) | Marcatori |  |

| Arbitro: | Totaro (Lecce) |

|  |           |           |
|  | Marcatori | 47’ Zecca |

| Arbitro: | Luongo (Napoli) |

|  |           |             |
|  | Marcatori | 74’ Liviero |

| Arbitro: | Di Francesco (Ostia Lido) |

|                            |           |  |
| Fischnaller 21’ Ruocco 76’ | Marcatori |  |

| Arbitro: | Arena (Torre del Greco) |

|              |           |                 |
| Seghetti 70’ | Marcatori | 60’ Fischnaller |

| Sassari 22 ottobre 2023, ore 14:00 CEST 9ª giornata | Torres          | 0 – 0 referto | Pontedera | Stadio Vanni Sanna (4 134 spett.)\| Arbitro: \| Marotta (Sapri) \| |
| Arbitro:                                            | Marotta (Sapri) |               |           |                                                                    |

| Arbitro: | Delrio (Reggio Emilia) |

|            |           |                       |
| Merola 65’ | Marcatori | 58’ Masala 63’ Ruocco |

| Arbitro: | Gigliotti (Cosenza) |

|             |           |             |
| Diakite 55’ | Marcatori | 4’ Collodel |

| Arbitro: | Turrini (Firenze) |

|                              |           |  |
| Bonini 6’ Siniega 79’ (aut.) | Marcatori |  |

| Arbitro: | Bordin (Bassano del Grappa) |

|            |           |  |
| Ruocco 77’ | Marcatori |  |

| Arbitro: | Lovison (Padova) |

|          |           |                        |
| Nina 32’ | Marcatori | 66’, 90+5’ Fischnaller |

| Arbitro: | Raineri (Como) |

|                                |           |                 |
| Fischnaller 8’, 18’ Ruocco 85’ | Marcatori | 90+1’ Di Gianni |

| Arbitro: | Galipò (Firenze) |

|              |           |            |
| Misuraca 11’ | Marcatori | 56’ Ruocco |

| Arbitro: | Benevoli (Modena) |

|                                        |           |                       |
| Fischnaller 13’ Ruocco 17’ Mastinu 82’ | Marcatori | 31’ Gaddini 80’ Gucci |

| Arbitro: | Perri (Roma 1) |

|             |           |                 |
| Shpendi 48’ | Marcatori | 52’ Fischnaller |

| Arbitro: | Costanza (Agrigento) |

|           |           |  |
| Scotto 6’ | Marcatori |  |

#### Girone di ritorno
| Arbitro: | Caldera (Como) |

|                                  |           |                           |
| Dametto 10’ Mastinu 29’ Idda 65’ | Marcatori | 24’ Lipari 61’ Melchiorri |

| Arbitro: | Centi (Terni) |

|                                   |           |                 |
| Delcarro 24’ Ubaldi 29’ Morra 35’ | Marcatori | 14’ Fischnaller |

| Arbitro: | Frascaro (Firenze) |

|                 |           |  |
| Fischnaller 20’ | Marcatori |  |

| Arbitro: | Lovison (Padova) |

|                                                      |           |                   |
| Panico 4’, 65’ Palmieri 43’ Capello 71’ Morosini 75’ | Marcatori | 82’ (rig.) Scotto |

| Arbitro: | Leone (Barletta) |

|  |           |                 |
|  | Marcatori | 43’ (rig.) Pane |

| Arbitro: | Silvestri (Roma 1) |

|                     |           |                                     |
| Scotto 90+5’ (rig.) | Marcatori | 19’ Sekulov 78’ Damiani 81’ Anghelè |

| Arbitro: | Vogliacco (Bari) |

|  |           |                      |
|  | Marcatori | 5’ Masala 9’ Giorico |

| Arbitro: | Crezzini (Siena) |

|                    |           |  |
| Diakite 77’ (rig.) | Marcatori |  |

| Arbitro: | Milone (Taurianova) |

|          |           |                         |
| Ganz 90’ | Marcatori | 53’ Scotto 61’Zambataro |

| Arbitro: | Sacchi (Macerata) |

|                                |           |            |
| Zecca 45’, 79’ Ruocco 50’, 68’ | Marcatori | 31’ Merola |

| Arbitro: | Perri (Roma 1) |

|  |           |                           |
|  | Marcatori | 59’ Fischnaller 74’ Zecca |

| Arbitro: | Andeng Tona Mbei (Cuneo) |

|                 |           |               |
| Ruocco 38’, 85’ | Marcatori | 82’ Petermann |

| Arbitro: | Emmanuele (Pisa) |

|          |           |             |
| Saco 69’ | Marcatori | 51’ Dametto |

| Arbitro: | Mirabella (Napoli) |

|               |           |  |
| Diakite 90+3’ | Marcatori |  |

| Arbitro: | Ubaldi (Roma 1) |

|                 |           |  |
| Bernardotto 68’ | Marcatori |  |

| Arbitro: | Colaninno (Nola) |

|            |           |                                  |
| Scotto 30’ | Marcatori | 19’ (rig.) Giandonato 35’ Paponi |

| Arbitro: | Gianquinto (Parma) |

|           |           |           |
| Gucci 16’ | Marcatori | 12’ Zecca |

| Arbitro: | Angelillo (Nola) |

|                   |           |           |
| Scotto 30’ (rig.) | Marcatori | 73’ Adamo |

| Arbitro: | Di Loreto (Terni) |

|                                 |           |                       |
| Pellegrino 45+3’ Volpicelli 49’ | Marcatori | 17’ Diakite 33’ Sanat |

### Play-off

#### Fase Nazionale
| Arbitro: | Virgilio (Trapani) |

|           |           |  |
| Talia 22’ | Marcatori |  |

| Sassari 25 maggio 2024, ore 20:30CEST Secondo Turno - Ritorno | Torres           | 0 – 0 referto | Benevento | Stadio Vanni Sanna (6 315 spett.)\| Arbitro: \| Galipò (Firenze) \| |
| Arbitro:                                                      | Galipò (Firenze) |               |           |                                                                     |

### Coppa Italia Serie C

#### Turni eliminatori
| Arbitro: | Castellone (Napoli) |

|           |           |  |
| Sanat 30’ | Marcatori |  |

| Arbitro: | Gemelli (Messina) |

|               |           |  |
| Comenecia 97’ | Marcatori |  |

## Statistiche
Statistiche aggiornate al 6 aprile 2024.

### Statistiche di squadra
| Competizione         | Punti | In casa | In casa | In casa | In casa | In casa | In casa | In trasferta | In trasferta | In trasferta | In trasferta | In trasferta | In trasferta | Totale | Totale | Totale | Totale | Totale | Totale | D.R. |
| Competizione         | Punti | G       | V       | N       | P       | Gf      | Gs      | G            | V            | N            | P            | Gf           | Gs           | G      | V      | N      | P      | Gf     | Gs     | D.R. |
| -------------------- | ----- | ------- | ------- | ------- | ------- | ------- | ------- | ------------ | ------------ | ------------ | ------------ | ------------ | ------------ | ------ | ------ | ------ | ------ | ------ | ------ | ---- |
| Serie C              | 75    | 19      | 13      | 3       | 3       | 30      | 16      | 19           | 9            | 6            | 4            | 26           | 22           | 38     | 22     | 9      | 7      | 56     | 38     | +18  |
| Coppa Italia Serie C | -     | 1       | 1       | 0       | 0       | 1       | 0       | 1            | 0            | 0            | 1            | 0            | 1            | 2      | 1      | 0      | 1      | 1      | 1      | 0    |
| Totale               | -     | 18      | 14      | 2       | 2       | 29      | 13      | 18           | 9            | 4            | 5            | 23           | 20           | 35     | 23     | 6      | 7      | 52     | 33     | +19  |

### Andamento in campionato
| Giornata  | 1 | 2 | 3 | 4 | 5 | 6 | 7 | 8 | 9 | 10 | 11 | 12 | 13 | 14 | 15 | 16 | 17 | 18 | 19 | 20 | 21 | 22 | 23 | 24 | 25 | 26 | 27 | 28 | 29 | 30 | 31 | 32 | 33 | 34 | 35 | 36 | 37 | 38 |
| --------- | - | - | - | - | - | - | - | - | - | -- | -- | -- | -- | -- | -- | -- | -- | -- | -- | -- | -- | -- | -- | -- | -- | -- | -- | -- | -- | -- | -- | -- | -- | -- | -- | -- | -- | -- |
| Luogo     | T | C | T | C | T | T | C | T | C | T  | C  | T  | C  | T  | C  | T  | C  | T  | C  | C  | T  | C  | T  | C  | C  | T  | C  | T  | C  | T  | C  | T  | C  | T  | C  | T  | C  | T  |
| Risultato | V | V | V | V | V | V | V | N | N | V  | N  | P  | V  | V  | V  | N  | V  | N  | V  | V  | P  | V  | P  | P  | P  | V  | V  | V  | V  | V  | V  | N  | V  | P  | P  | N  | N  | N  |
| Posizione | 1 | 1 | 1 | 1 | 1 | 1 | 1 | 1 | 1 | 1  | 1  | 1  | 1  | 1  | 1  | 2  | 2  | 2  | 2  | 2  | 2  | 2  | 2  | 2  | 2  | 2  | 2  | 2  | 2  | 2  | 2  | 2  | 2  | 2  | 2  | 2  | 2  | 2  |

Fonte:  Serie C - Girone B – Classifica giornata, su transfermarkt.it.
Legenda:

Luogo: C = Casa; T = Trasferta. Risultato: V = Vittoria; N = Pareggio; P = Sconfitta.

### Statistiche dei giocatori
| Giocatore      | Serie C  | Serie C | Serie C     | Serie C    | Coppa Italia Serie C | Coppa Italia Serie C | Coppa Italia Serie C | Coppa Italia Serie C | Totale   | Totale | Totale      | Totale     |
| Giocatore      | Presenze | Reti    | Ammonizioni | Espulsioni | Presenze             | Reti                 | Ammonizioni          | Espulsioni           | Presenze | Reti   | Ammonizioni | Espulsioni |
| -------------- | -------- | ------- | ----------- | ---------- | -------------------- | -------------------- | -------------------- | -------------------- | -------- | ------ | ----------- | ---------- |
| N. Antonelli   | 18       | 0       | 1           | 0          | 0                    | 0                    | 0                    | 0                    | 18       | 0      | 1           | 0          |
| S. Cester      | 15       | 0       | 5           | 0          | 2                    | 0                    | 0                    | 0                    | 17       | 0      | 5           | 0          |
| P. Dametto     | 17       | 0       | 3           | 0          | 1                    | 0                    | 1                    | 0                    | 18       | 0      | 4           | 0          |
| A. Diakite     | 9        | 3       | 2           | 0          | 0                    | 0                    | 0                    | 0                    | 9        | 3      | 2           | 0          |
| C. Fabriani    | 16       | 0       | 2           | 0          | 1                    | 0                    | 1                    | 0                    | 17       | 0      | 3           | 0          |
| M. Fischnaller | 19       | 8       | 4           | 0          | 2                    | 0                    | 0                    | 0                    | 21       | 8      | 4           | 0          |
| P. Garau       | 2        | -1      | 0           | 0          | 0                    | 0                    | 0                    | 0                    | 2        | -1     | 0           | 0          |
| D. Giorico     | 15       | 0       | 3           | 0          | 0                    | 0                    | 0                    | 0                    | 15       | 0      | 3           | 0          |
| P. Goglino     | 6        | 0       | 1           | 0          | 2                    | 0                    | 1                    | 0                    | 8        | 0      | 2           | 0          |
| R. Idda        | 14       | 0       | 5           | 0          | 1                    | 0                    | 0                    | 0                    | 15       | 0      | 5           | 0          |
| K. Kujabi      | 15       | 0       | 2           | 1          | 1                    | 0                    | 0                    | 0                    | 16       | 0      | 2           | 1          |
| M. Liviero     | 11       | 2       | 1           | 0          | 0                    | 0                    | 0                    | 0                    | 11       | 2      | 1           | 0          |
| F. Lora        | 8        | 0       | 2           | 0          | 2                    | 0                    | 1                    | 0                    | 10       | 0      | 3           | 0          |
| N. Mandrelli   | 0        | 0       | 0           | 0          | 1                    | 0                    | 0                    | 0                    | 1        | 0      | 0           | 0          |
| A. Masala      | 12       | 1       | 1           | 0          | 1                    | 0                    | 0                    | 0                    | 13       | 1      | 1           | 0          |
| G. Mastinu     | 17       | 1       | 7           | 0          | 0                    | 0                    | 0                    | 0                    | 17       | 1      | 7           | 0          |
| S. Menabò      | 11       | 0       | 0           | 0          | 2                    | 0                    | 0                    | 0                    | 13       | 0      | 0           | 0          |
| F. Nunziatini  | 1        | 0       | 0           | 0          | 1                    | 0                    | 0                    | 0                    | 2        | 0      | 0           | 0          |
| D. Petriccione | 0        | 0       | 2           | 0          | 0                    | 0                    | 0                    | 0                    | 0        | 0      | 2           | 0          |
| A. Pelamatti   | 5        | 0       | 0           | 0          | 1                    | 0                    | 0                    | 0                    | 6        | 0      | 0           | 0          |
| R. Pinna       | 1        | 0       | 0           | 0          | 2                    | 0                    | 0                    | 0                    | 3        | 0      | 0           | 0          |
| F. Ruocco      | 19       | 8       | 4           | 0          | 2                    | 0                    | 0                    | 0                    | 21       | 8      | 4           | 0          |
| M. Sanat       | 3        | 0       | 0           | 0          | 2                    | 1                    | 1                    | 0                    | 5        | 1      | 1           | 0          |
| L. Scotto      | 16       | 5       | 2           | 1          | 2                    | 0                    | 1                    | 0                    | 18       | 5      | 3           | 1          |
| G. Siniega     | 4        | 0       | 0           | 0          | 2                    | 0                    | 0                    | 0                    | 6        | 0      | 0           | 0          |
| G. Verduci     | 2        | 0       | 0           | 0          | 1                    | 0                    | 0                    | 0                    | 3        | 0      | 0           | 0          |
| A. Zaccagno    | 19       | -13     | 3           | 0          | 0                    | 0                    | 0                    | 0                    | 19       | -13    | 3           | 0          |
| G. Zecca       | 15       | 1       | 0           | 0          | 0                    | 0                    | 0                    | 0                    | 15       | 1      | 0           | 0          |